# Nimshuscheid
Nimshuscheid település Németországban, Rajna-vidék-Pfalz tartományban. Lakosainak száma 269 fő (2023. december 31.). Nimshuscheid Seffern és Schleid községekkel határos.

## Népesség
A település népességének változása:
| Lakosok száma | 267  | 304  | 300  | 296  | 268  | 273  | 269  |
|               | 1975 | 2014 | 2017 | 2019 | 2021 | 2022 | 2023 |